# 163 Ерігона
163 Ерігона (163 Erigone) — астероїд головного поясу, відкритий 26 квітня 1876 року.